# Johannes Buchholtz

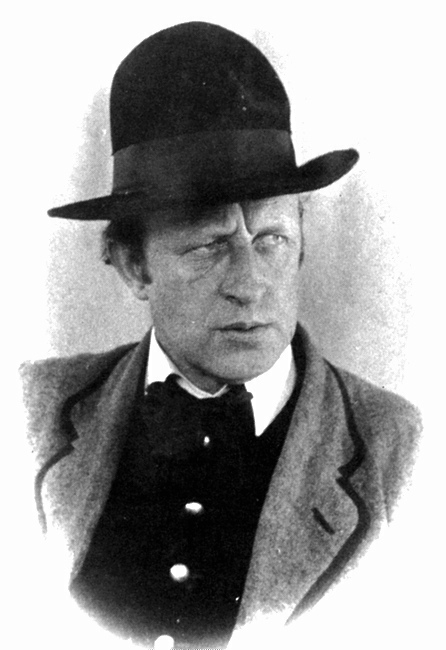
Johannes Buchholtz

Johannes Buchholtz (* 22. Februar 1882 in Odense; † 5. August 1940 in Struer) war ein dänischer Schriftsteller.
Aufgewachsen in Middelfart kam Buchholtz 1902 nach Struer, wo er als Sekretär bei der staatlichen Eisenbahngesellschaft Danske Statsbaner arbeitete. 1908 heiratete er Olga, mit der er 1911 ein Haus bezog, das er selbst entworfen hatte. Es sollte sich zu einem beliebten Sammelpunkt für Dichter und Schriftsteller aus der Region am Limfjord entwickeln, darunter Jeppe Aakjær, Thøger Larsen, Johan Skjoldborg und Johannes V. Jensen. Die Villa in der Søndergade 23 ist heute Teil des Museums der Stadt Struer und kann besichtigt werden.
Johannes Buchholtz begann seine schriftstellerische Laufbahn 1915 mit dem Roman Egholms Gud. In den folgenden Jahren schrieb er viele weitere Bücher, sodass er 1924 seine Arbeit bei der Eisenbahn aufgeben und sich ganz dem Schreiben widmen konnte. Zu Lebzeiten war Johannes Buchholtz einer der meistgelesenen Schriftsteller Dänemarks. Ihm wurde eine „intime Vertrautheit mit dem Milieu der dänischen Provinz“ attestiert.

## Werke (Auswahl)
- Egholms Gud (dt. Egholms Gott); Roman, 1915.
- Die Wunder der Klara van Haag; Roman, 1928.
- Dr. Malte und die kleine Stadt; Roman
- Gute, kleine Stadt. Roman. Aus dem Dänischen übertragen von Gustav Morgenstern. Cotta, Stuttgart 1939.
- Dr. Malthes Haus. Roman. Aus dem Dänischen übertragen von Gustav Morgenstern. Cotta, Stuttgart 1940.
- Das Blumenhaus; Komödie in vier Akten.

## Auszeichnungen
- 1917 erster Preisträger des Literaturpreises Drachmannlegatet
- Er wurde am 30. Januar 1939 von König Christian X. von Dänemark mit der dänischen Verdienstmedaille Ingenio et arti ausgezeichnet.[2]